# Благовєщенське (присілок)
Благові́щенське (рос. Благовещенское) — присілок у складі Дмитровського міського округу Московської області, Росія.

## Населення
Населення — 5 осіб (2010; 7 у 2002).
Національний склад (станом на 2002 рік):
- росіяни — 100 %